# Prix Martorell
Le prix Martorell d'archéologie (en espagnol Premio Martorell de Arqueología) était un prix décerné tous les cinq ans par un jury de cinq membres désignés par la municipalité de Barcelone à une œuvre, manuscrite ou imprimée, traitant d’archéologie espagnole et doté de 20 000 pesetas, provenant du legs de Francesc Martorell Peña en 1878.

## Présentation
Les candidats devaient déposer leur mémoire à la mairie de Barcelone avant le 15 octobre de l’année précédente.
Selon la qualité des travaux présentés, le jury avait trois options :
- décerner le prix ;
- décerner le prix et des accessits ;
- ne pas décerner le prix mais seulement des accessits (dont le montant est fixé par la mairie de Barcelone en fonction de l’importance de l’œuvre et des possibilités financières de la fondation Martorell).

Son verdict était rendu public le 23 avril, fête de Saint Georges, patron de la Catalogne.

## Histoire
Francesc Martorell Peña (1822-1878), agent de change et commerçant, passionné d’archéologie, léga à la ville de Barcelone une somme de 125 000 pesetas dont les intérêts accumulés devaient servir à instituer un prix quinquennal de 20 000 pesetas, destiné à récompenser l’auteur, espagnol ou étranger, de la meilleure œuvre traitant d’archéologie espagnole.

## Prix
- 1887 :
  - Prix décerné à Henri et Louis Siret : Les Premiers ges du métal dans le Sud-Est de l’Espagne. Publié à Anvers en 1887.
  - Accessit (10 000 pesetas) : Emil Hübner : La Arqueología de España. Publié à Barcelone en 1888.

- 1892 :
  - Le prix n'est pas décerné.
  - 3 accessits :
    - Rudolph Beer (5 000 pesetas) : Scriptorum Hispaniense Medii Aevi.
    - Louis Siret (5 000 pesetas) : L’Espagne préhistorique (non publié)[1].
    - Jorge Bonsor (1 000 pesetas) : Carte du Guadalquivir de Cordoue à Séville. Exploration archéologique des rives du fleuve en 1890. (Publié par la Hispanic Society of América).

- 1897 :
  - Prix décerné à Josep Balari Jovany (ca) : Orígenes históricos de Cataluña.
  - 2 accessits :
    - Antoni Elias de Molins (ca) : Numismática Catalana.
    - Jorge Bonsor : Les colonies agricoles pré-romaines de la vallée du Betis. Publié dans la Revue Archéologique en 1899.

- 1902 :
  - Prix décerné à Pierre Paris : Essai sur l’Art et l’industrie de l’Espagne primitive. Publié en 1904 à Paris.
  - Accessit (5 000 pesetas) : Josep Gudiol i Cunill : Nocions d’Arqueologia Sagrada Catalana. Publié à Vich en 1908.

- 1907 :
  - Prix décerné à égalité à :
    - Josep Puig i Cadafalch, Antoni de Falguera Sivilla (ca) et Josep Goday Casals (ca) : L’arquitectura romànica a Catalunya. Publié à Barcelone en 1909, 1911 et 1918.
    - Joaquim Botet Sisó (ca) : Les Monedes Catalanes. Publié par l’Institut d'études catalanes en 3 volumes en 1908, 1909 et 1911.
    - Vicente Lampérez Romea (es) : Historia de la Arquitectura cristiana española en la Edad Media. Publié à Madrid en 2 volumes en 1908 et 1909.

- 1912 :
  - Prix décerné à égalité à :
    - Enrique de Aguilera Gamboa, marquis de Cerralbo : Páginas de la Historia Patria por mis excavaciones arqueológicas (5 vol.) (autre titre d'après la Mairie de Barcelone : Estudio de protohistoria Española)[2].
    - Ferran de Sagarra i de Siscar (ca) : Sigilografía Catalana. Publié par la mairie de Barcelone en 1916 et 1922[2].

- 1917 (en raison de la guerre mondiale, le prix a été décerné en 1919) :
  - Prix décerné à Josep Gudiol i Cunill : Arqueología litúrgica de la Provincia Eclesiástica Tarragonina.

- 1922 :
  - Prix décerné à R. Domènech y Muntaner : Armorial Històrich de Catalunya.

- 1927 :
  - Pas de prix décerné.
  - 3 accessits :
    - Josep Gudiol i Cunill (12 000 pesetas) : Pintura catalana primitiva.
    - Adolf Schulten (12 000 pesetas) : Numantia III.
    - Joan Serra Vilaró (ca) (5 000 pesetas) : Civilitzacio megalitica a Catalunya.

- 1932 : Pas de prix décerné.

- 1937 : Probablement pas de concours en raison de la guerre civile.

- 1942 :
  - Prix décerné à Lluís Pericot Garcia : La cueva del Parpalló. Publié à Barcelone en 1942.

- 1947 : ?

- 1952 :
  - Prix décerné à Martín Almagro Basch : Las necrópolis ampuritanas[3].

- 1957 :
  - Prix décerné à Domingo Fletcher Valls, Enrique Pía Ballester et José Alcacer Grau : La bastida de Les Alcuses y el problema ibérico.

- 1962 :
  - Prix décerné à Pere de Palol Salellas (ca) : Arqueología cristiana de la España romana, siglos IV-VI. Publié à Madrid en 1967.

Sur le web :
- Prat Puig, Francisco aurait reçu le prix Martorell par l’Institut d'études catalanes en 1935 (ce qui est curieux comme date), sans plus de précision.
- Beltrán Martínez, Antonio aurait reçu le prix Martorell en 1971 (logiquement ce devrait être en 1972) pour Los grabados del Barranco de Balos, Canarias. Publié en 1974.